# 色素性痒疹
色素性痒疹(しきそせいようしん)は、若年の女性に好発する皮膚疾患である。

## 症状
胸や肩に痒みの強い紅色の丘疹の出現をみる。発疹が消えた後も網状の色素沈着を残す。発疹は発作性に生じ繰り返すことが多く、色素沈着もその度に増強する。

## 原因
高ケトン血症の関連があるとされ、基礎疾患として糖尿病や無理なダイエットが考えられる。特に近年は後者の原因により若い女性に増えている。また、うつ病や拒食症など精神疾患などの合併例も多くなっている。

## 検査
- 糖尿病に準じた検査(特にケトン体量の測定)
- 皮膚組織検査(皮膚生検)

## 治療
- 内服治療が重要である。効能は明確でないが、抗生物質のテトラサイクリン系抗生物質の一つであるミノサイクリン(商品名:ミノマイシン)が第一選択で、重症例ではジアフェニルスルホン(DDS)も治療として使われる。慢性皮膚疾患であり、ステロイド内服は一般的でない。
- 痒みに対しては、抗ヒスタミン薬を対症療法として使用する。
- 補助療法としてステロイド外用薬が用いられるが、かえって色素沈着になることもあるので、適度に使用する。
- 糖尿病合併例では、インスリン注射などの糖尿病治療も平行して行う必要がある。
- うつ病などの神経症合併例では、カウンセリングも含めた精神科的治療も行う必要がある。